# SVIL
SVIL‏ (Supervillin) هوَ بروتين يُشَفر بواسطة جين SVIL في الإنسان.

## الوظيفة
يُشفّر هذا الجين بروتينًا ثنائي الأجزاء بنطاقات طرفية أمينية وكربوكسيلية مميزة. يحتوي الطرف الأميني على إشارات تحديد موقع النواة، بينما يحتوي الطرف الكربوكسيلي على تسلسلات متتالية عديدة تُشبه إلى حد كبير بروتينات عائلة الجلسولين من بروتينات ربط الأكتين، والتي تُغطي خيوط الأكتين وتُنوى وتُقطعها. يرتبط ناتج الجين ارتباطًا وثيقًا بكل من خيوط الأكتين والأغشية البلازمية، مما يُشير إلى دوره كحلقة وصل عالية الألفة بين الهيكل الخلوي للأكتين والغشاء. قد تشمل وظيفته تجنيد الأكتين وبروتينات الهيكل الخلوي الأخرى في هياكل متخصصة في الغشاء البلازمي وفي نوى الخلايا النامية. وقد وُصفت نسختان مُتغيرتان تُشفّران أشكالًا مُختلفة من السوبرفيلين.

## التفاعل
لقد ثبت أن SVIL يتفاعل مع مستقبلات الأندروجين.